# 波普 (阿肯色州)
波普（英語：Paup）是位於美國阿肯色州米勒縣的一個非建制地區。該地的面積和人口皆未知。

## 地理
波普的座標為33°30′07″N 93°56′34″W / 33.50194°N 93.94278°W，而該地的平均海拔高度為79米（即259英尺）。